# Zapad
 Ovo je glavno značenje pojma Zapad. Za druga značenja pogledajte Zapad (razdvojba).
Zapad je strana svijeta nasuprot istoku. Ako se gleda sa Zemlje, čini se da na njemu Sunce zalazi.
Zapad se također koristi kao sinonim za razvijene zemlje na zapadnoj polutci. Nerijetko se tu ubraja i Australija, iako je na istočnoj polutci.